# Sadabe
Sadabe är en ort i Madagaskar.   Den ligger i regionen Analamanga, i den centrala delen av landet, 40 km nordost om huvudstaden Antananarivo. Sadabe ligger 1 336 meter över havet och antalet invånare är 17 000.
Terrängen runt Sadabe är platt österut, men västerut är den kuperad. Runt Sadabe är det ganska tätbefolkat, med 155 invånare per kvadratkilometer. Sadabe är det största samhället i trakten. I omgivningarna runt Sadabe växer huvudsakligen savannskog.